# Amos (król Judy)
Amos (gr. Ἀμώς) − w genealogii Jezusa przytoczonej w Ewangelii według św. Mateusza przodek Chrystusa, król Judy, syn Manassesa, ojciec Jozjasza.
We współczesnych opracowaniach syn Manassesa i ojciec Jozjasza powszechnie nazywany jest Amonem. Tak podaje np. tablica chronologiczna w Biblii Tysiąclecia i Biblii jerozolimskiej. Według tych źródeł król Amon panował w latach 643–641 (Biblia Jerozolimska: 642-640). Być może użycie tego imienia w genealogii spowodowane jest błędem kopistów i pierwotnie w tekście znajdował się Amon. W Drugiej Księdze Kronik syn Manassesa wyraźnie nazywany jest Amonem, jak również w Drugiej Księdze Królewskiej.
Forma imienia może sugerować tożsamość z prorokiem o tym samym imieniu – Amosem z Tekoa (hebr. עָמוֹס, gr. Ἀμώς) – aktywnym w latach 765–763 p.n.e. Nie zgadza się jednak okres działalności prorockiej z datacją wewnątrz samej genealogii − dystans ponad jednego wieku.